# Vrilletta nigra
Vrilletta nigra är en skalbaggsart som först beskrevs av Maurice Pic 1905.  Vrilletta nigra ingår i släktet Vrilletta och familjen trägnagare. Inga underarter finns listade i Catalogue of Life.